# Ropica granuliscapa
Ropica granuliscapa là một loài bọ cánh cứng trong họ Cerambycidae.